# 世志凡太

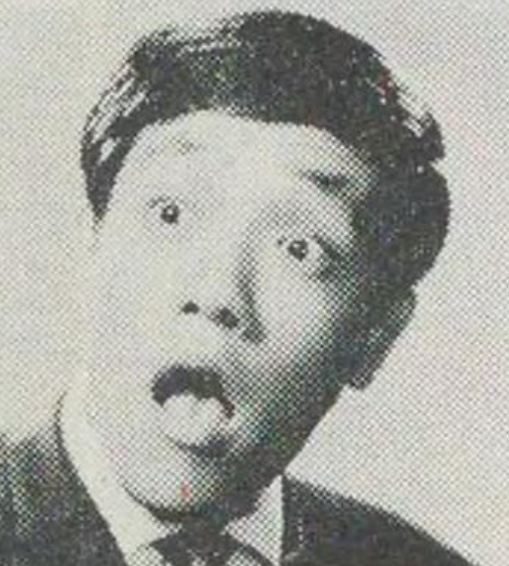
世志凡太

世志 凡太（せし ぼんた、1934年1月4日 - ）は、日本のソングライター、俳優、コメディアン、演出家。本名は市橋健司（いちはし・けんじ）。東京都豊島区出身。芸名は、フランス語の「C'est si Bon.」（セシボン・とってもいいの意）から来ている。事実上の内縁関係にあった女優の浅香光代と35年間生活を共にしていた。浅草喜劇人協会会長。　

## 来歴・人物
1957年に「原信夫とシャープス&フラッツ」にベーシストとして参加。渡邊プロに所属しバンドマンとしての活動他に同時期にコメディアンとして朝日放送の「てなもんや三度笠」などのテレビ番組、ハナ肇とクレージーキャッツ主演の映画、東宝・松竹の喜劇映画、NHKの音楽番組等に出演する。
1972年、株式会社市橋プロモーションを設立。音楽プロデューサーとしてフィンガー5を世に送り出した他、せんだみつおなど、タレントの育成にも力を注ぐ。作詞・作曲家としても100曲を超える作品を制作、田端義夫など多数の歌手に提供している。この他、自治体や学校の校歌の作曲、トークショーや舞台、ライブハウス、ラジオ、テレビ等でコメディアンとして活躍している。
2005年1月、妻・浅香とのデュエット曲「あんたがストレス」をバップよりリリース。執筆活動も、PHP研究所発行「歴史街道」に2002年1月号〜2004年4月号まで「昭和たまさか芸能人生」などを手がけている。
2006年、（株）ファインズインターナショナルと共同企画でラジオ番組「世志凡太の半分ジョーダン」を制作、茨城放送で、毎週月〜金曜日12:20から放送を開始した。
子どもたちの活字離れ、文学離れを憂いて2007年、森繁久弥が担当したNHKラジオ第1放送「日曜名作座」的な番組をCD発売している。
銀座博品館劇場にて「世志凡太と仲間たちコンサート」を定期的に開催している。また常打ち小屋「浅草雷ゴロゴロ会館」では、2020年正月公演まで連続公演、2021年は新型コロナウイルスの影響により連続公演を中止した。2020年は、テレビ朝日系「徹子の部屋」、NHK BSプレミアム「阿部定事件」などに出演している。2020年、浅香光代逝去により、長年愛されてきた浅草の自社ビルを売却。
2021年、浅香の十八番だった長谷川伸原作「一本刀土俵入り」の利根川にほど近い取手の宿の安孫子屋。の物語に因み、長年のスポンサー（株）ファインズインターナショナルの協力を得て（株）市橋プロモーションを茨城県龍ケ崎市に、また、自宅を取手市に移し、舞台、執筆、講演を行っている。

## 主な出演作品・番組

### テレビドラマ
- びっくりタワー騒動記（1959年、OTV）
- ただ今往診中（1960年、MBS）
- 戦友 第1話「砲弾とおけさ節」（1963年、NET / 東映）
- 快獣ブースカ 第46話「空飛ぶ音楽堂」（1967年、NTV / 東宝 / 円谷プロ） - ガンさん 役
- 特別機動捜査隊 第321話「八人の女」（1967年、NET）
- マコ!愛してるゥ（1967年、TBS）
- コメットさん 第15話「金の卵みつけたぁ」（1967年、TBS / 国際放映） - 夢野 役
- 戦え! マイティジャック 第22話「東京タワーに白旗あげろ」（1968年、CX / 円谷プロ） - 黒井 役
- 独身のスキャット 第9話（1970年、TBS / 円谷プロ）
- このほか、先述の通り『てなもんや三度笠』などに出演した。

### 映画
- おヤエのもぐり医者（1959年10月28日） - 常吉 役
- スーダラ節 わかっちゃいるけどやめられねぇ（1962年3月25日）
- 東京アンタッチャブル 脱走（1963年3月16日） - 金森 役
- 第八空挺部隊 壮烈鬼隊長（1963年2月6日）
- 明日の夢があふれてる（1964年12月12日）
- てなもんや東海道（1966年8月14日）
- ミヨちゃんのためなら全員集合!!（1969年12月31日）
- 喜劇 満願旅行（1970年4月25日）
- フィンガー5の大冒険（1974年7月25日）

### 舞台
- 世志凡太と仲間たちコンサート（博品館劇場）

### テレビ
- 徹子の部屋（2020年、テレビ朝日）
- 阿部定事件（2020年、NHK BSプレミアム）

### ラジオ
- 歌謡天国（TBSラジオ）
- 東芝ワイドワイドサンデー（1970年、ニッポン放送)
- 世志凡太の半分ジョーダン（2006年、茨城放送）